# Il tramonto dell'Occidente (album)
Il tramonto dell'Occidente è il nono album da solista di Mario Venuti, pubblicato nel 2014 da Microclima - Musica&Suoni - EMI Music Publishing Italia SRL e distribuito dalla Believe Digital.

## Il disco
Il tramonto dell'occidente è un progetto ideato, scritto e musicato dallo stesso Venuti insieme a Francesco Bianconi (leader dei Baustelle) e Kaballà. Si compone di 10 tracce, di cui 8 inediti, una composizione di samples e un adattamento in italiano di "Ashes of American Flags" dei Wilco.
È stato registrato al TRP Studio di Tremestieri Etneo (CT), da Riccardo Samperi (che ne ha curato anche la produzione artistica insieme a Venuti e Bianconi) e successivamente mixato da Riccardo Parravicini al MAM Recording Studio di Cavallermaggiore (CN).

## Tracce
1. Il tramonto – 3:41 (Venuti, Bianconi, Kaballà)
2. Ite missa est (feat. Giusy Ferreri e Francesco Bianconi) – 4:12 (Venuti, Bianconi, Kaballà)
3. I capolavori di Beethoven (feat. Franco Battiato) – 3:42 (Venuti, Bianconi, Kaballà)
4. Perché (questa traccia è composta da samples della discografia di Venuti e frammenti musicali orchestrali tratti dal progetto "Concerto all'aperto" di Giorgio Federico Ghedini.) – 1:36
5. Ventre della città – 3:22 (Venuti, Bianconi, Kaballà)
6. Passau a cannalora (feat. Francesco Bianconi e Kaballà) – 3:35 (Venuti, Bianconi, Kaballà)
7. Arabian boys – 3:50 (Venuti, Bianconi, Kaballà)
8. Tutto appare (feat. Alice) – 3:29 (Venuti, Bianconi, Kaballà)
9. Ciao american dream (Versione italiana di "Ashes of American flags" dei Wilco) – 3:21 (Venuti, Bianconi, Kaballà)
10. Il banco di disisa – 3:35 (Venuti, Bianconi, Kaballà)
11. L'alba (feat. Nicolò Carnesi) – 4:07 (Venuti, Bianconi, Kaballà)

## Formazione
- Mario Venuti - voce, chitarra
- Antonio Moscato - basso
- Donato Emma - batteria
- Luca Galeano - chitarra
- Pierpaolo Latina - tastiera
- Filippo Alessi - percussioni

## Classifiche
| Classifica (2014) | Posizione |
| ----------------- | --------- |
| Italia            | 26        |